# Brasserie Nationale
Brasserie Nationale S.A. è il principale birrificio del Lussemburgo. Ha sede a Nidderkäerjeng (Bascharage in francese), ed è nata nel 1975 dalla fusione della Brasserie Bofferding con la Brasserie Funck-Bricher. Produce birra con il marchio Bofferding e dal 2004 anche il marchio Battin.
Esporta in Belgio, Francia, Cina e dal 2014 negli Stati Uniti.

## Storia
La Brasserie Bofferding, nacque nel 1842, fondata da Jean-Baptiste Bofferding; nel 1851 aveva cominciato la produzione a livello industriale della birra. Nel 1974 fu automatizzato il procedimento di produzione, ed un anno dopo ci fu la fusione con la Brasserie Funck-Bricher (nata nel 1764 a Lussemburgo, data riportata poi nel logo Bofferding).
Nel 1995 la birra Bofferding si è aggiudicata il gran premio della DLG per la prima volta (ed il riconoscimento gli è stato poi concesso altre due volte: 1997 e 2001)
Nel 2003 la Commissione europea ha insignito l'azienda del Premio per l'ambiente, categoria sviluppo di processi.
Nel 2005 ha acquisito anche la Brasserie Battin di Esch-Alzette, trasferendo nello stabilimento di Nidderkäerjeng anche la produzione della Battin, che è divenuto così il secondo marchio.

## Prodotti

### A marchio Bofferding
- Bofferding Premium Beer
- Bofferding Hausbéier
- Bofferding Christmas Béier
- Bofferding Fréijoersbéier

### A marchio Battin
- Battin Gambrinus Lager
- Battin Extra
- Battin Fruité